# Edgar (opera)
Operu Edgar složil Giacomo Puccini, jako své druhé operní dílo, její premiéra proběhla v roce 1889. Libreto napsal Ferdinando Fontana.

## Historie
Jako námět k Edgarovi posloužilo Puccinimu veršované drama Alfreda de Musset La Coupe et les lèvres (Číše a rty). Ačkoliv zápletka opery se v celku věrně drží Mussetovy hry, děj je přeložen z Tyrol do Flander okolo roku 1300, hlavní hrdina se nejmenuje Frank ale Edgar a přejmenována je i hlavní ženská hrdinka.
Stvoření opery trvalo Puccinimu tři roky (1885–1888) a premiéra se konala 21. dubna 1889 v Teatro alla Scala (Milán). Nesetkala se však s úspěchem a dokonce byla brzy stažena z repertoáru. Proto se Puccini pustil do jejího přepracování. Vznikla druhá verze opery, která se poprvé prezentovala 28. února 1892 ve městě Ferrara. Poslední úpravy se opeře dostalo před premiérou v Buenos Aires (8. července 1905).
Na území České republiky ji poprvé uvedlo liberecké Divadlo F. X. Šaldy (26. 2. 2010) a získala cenu kritiky i diváků na festivalu Opera 2011. Martin Otava, který operu tehdy nastudoval, ji v roce 2015 (se stejným trůrčím týmem) opětovně uvedl v plzeňském Divadle Josefa Kajetána Tyla.

## 1. dějství
Na jaře se zamilované páry scházejí pod rozkvetlou jabloní. Na scéně se objevuje Edgar, který se zde setká s Fidélií. Ta ho miluje a okouzlí ho. Tuto scénu pozoruje Tigrana a ihned, jakmile Fidelie odejde svádí Edgara k neřestem. Ten však raději odchází do svého domu. Přichází Frank (Fideliin bratr), který Tigranu miluje. Ta mu ale poví, že jeho láska ji nudí, nechá ho poníženě klečet a odejde. Vesničanům skončila mše a na Tigranu se opovržlivě dívají. To ji vyprovokuje k tomu, aby se jim vysmívala. Dojde k potyčce, při které se Edgar postaví na stranu Tigrany. Rozhodne se, že s ní uteče a zapálí svůj dům. Postaví se jim Frank a tak dojde k souboji, ve kterém Edgar Franka zraní. Edgar a Tigrana utíkají z vesnice.

## 2. dějství
Edgar si po prohýřené noci uvědomuje, že to, co cítí k Tigraně, není láska a vzpomíná na Fidélii. Tigrana cítí, že ho ztrácí, proto mu říká, že o vše přišel a je na ní závislý. Uslyší pochodující vojáky a Edgara napadne, že když se dá do armády, vymaní se z Tigranina vlivu. Oddíl vede Frank, Edgar se mu omluví za souboj a oba se usmíří. Tigrana je otřesena a cítí se zrazena.

## 3. dějství
Na pohřeb nesou vojáci mrtvého Edgara. Všichni se modlí za padlého hrdinu. Frank ho chválí ve smuteční řeči. Přeruší ho ale mnich, který vypráví o Edgarových hříších. Rozbouřený lid chce mrtvé tělo Edgara hodit havranům. Jediná Fidelie se ho zastane a odchází se modlit, ostatní ji následují. U rakve zůstane pouze Frank, Mnich a Tigrana, která truchlí u rakve. Muži nevěří že její žal je upřímný, a tak jí nabízí šperky za to že pomluví Edgara. Svolají celou ves a Tigrana za mrzký zisk si na Edgara vymyslí mnoho zlého. Vojáci se vrhnou na rakev, ale zjistí že je prázdná. Mnich odhalí tvář a ukáže, že on je Edgar a smrt jen předstíral. Fidelie se k němu vrhne a obejme jej. Tigrana se ale zezadu přiblíží a Fidelii bodne. Frank neunese smrt své sestry a zabije Tigranu. Edgar zůstane sám.